# Gare de Namur
La gare de Namur est une gare ferroviaire belge située à Namur, au nord de la Corbeille, le centre historique de la ville. Le sillon ferroviaire est établi sur un ancien bras de Sambre qui ceinturait anciennement le rempart nord de la ville. Elle est un élément essentiel du réseau wallon du fait de sa situation géographique : les lignes raccordant les parties est-ouest et nord-sud du territoire wallon passant toutes par Namur. Elle est d'ailleurs la première gare wallonne par le nombre de voyageurs, avec 18.649 passagers entrants par jour ouvrable en 2012, devant la gare d'Ottignies (17.240) et la gare de Liège-Guillemins (16.807).
Le bâtiment de la gare se situe entre la gare routière et la « grande poste » (qui a été démantelée en 2009 au profit du nouveau centre de tri de Belgrade). À l'arrière du faisceau, côté Boulevard du Nord, les entrepôts de la cour marchandise ont fait place, fin du siècle dernier, à une enfilade de bureaux occupés par le Service public de Wallonie (anciennement MET).

## Situation ferroviaire
Établie à 90 mètres d'altitude, la gare de Namur est un important nœud ferroviaire situé aux points kilométriques (PK) : 58,960 de la ligne 125 de Liège-Guillemins à Namur, après la gare de Marche-les-Dames ; 00,000 de la Ligne 130 de Namur à Charleroi-Central, avant la gare de Ronet ; 00,000 de la ligne 130B de Namur à Flawinne, avant la gare de Ronet ;  00,00 de la Ligne 154 de Namur à Dinant (Y Neffe), avant la gare de Jambes ; 60,260 de la ligne 161 de Schaerbeek à Namur, après la gare de Rhisnes ; 00,000 de la ligne 162 de Namur à la frontière luxembourgeoise (Kleinbettingen), avant la gare de Jambes-Est.
La gare est située à l'intersection de deux axes ferroviaires importantes : Bruxelles - Luxembourg (nord-sud) et de la dorsale wallonne Lille - Liège (est-ouest). Elle est également située en tête d'une ligne secondaire en direction de Dinant, partie intégrante du corridor de fret 2 (dit aussi Athus-Meuse), expliquant l'important trafic de marchandises qui y transite.

## Histoire

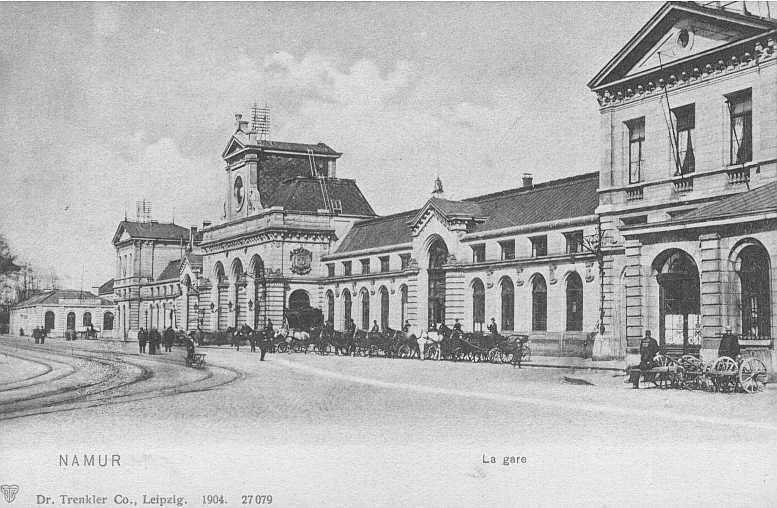
La gare de Namur en 1904

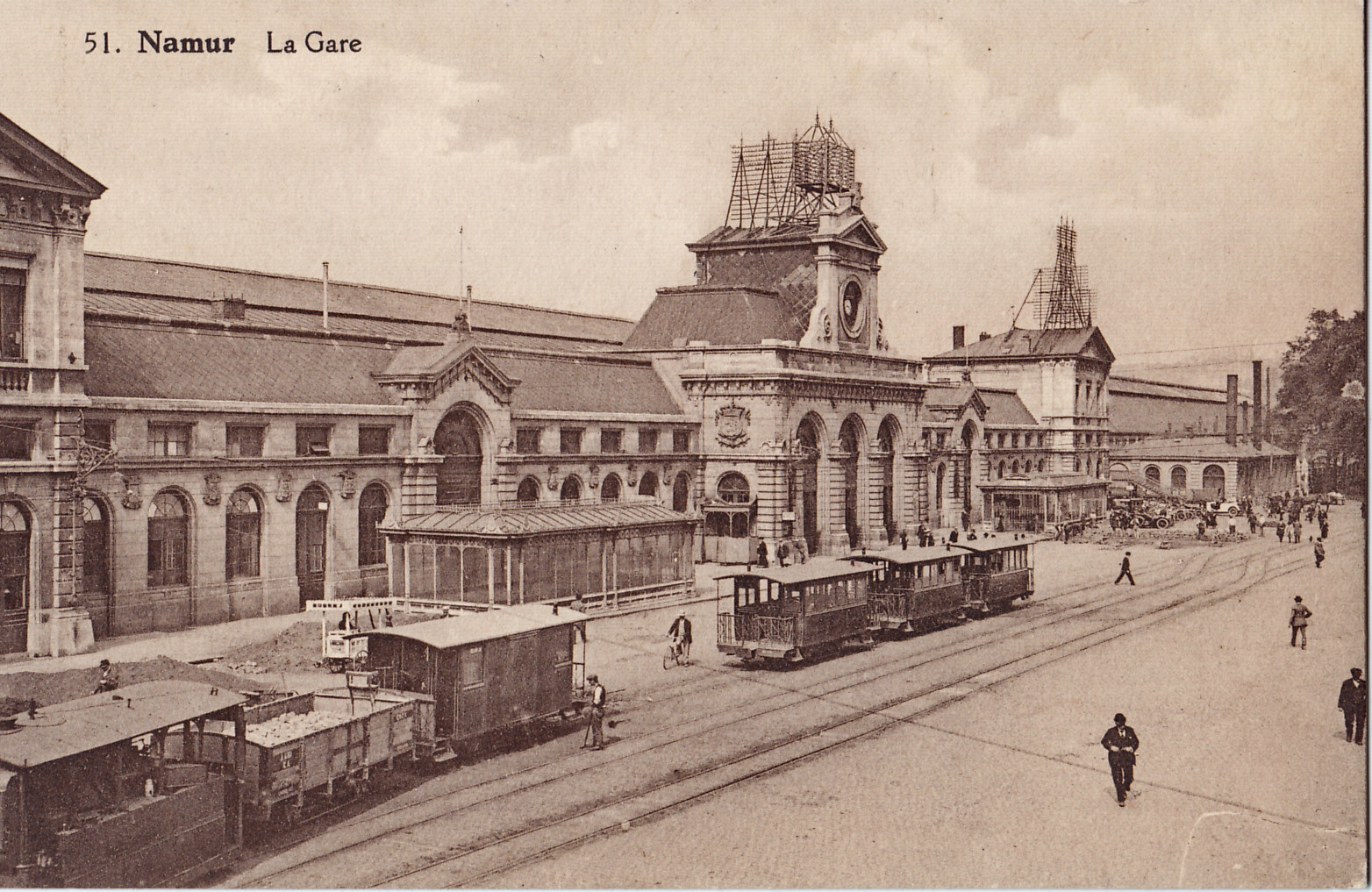
La gare à la même époque, et les tramways de la SNCV.

Le tout premier train à avoir atteint Namur était un train d’essais mis en marche entre Bruxelles et Namur, qui arriva à 10 h le 20 juillet 1843. La distance séparant Bruxelles de Namur, via Braine-le-Comte et Charleroi, fut parcourue en 4 h.
L’administration des chemins de fer de l’État belge inaugure le 31 juillet 1843 la gare de Namur, ainsi que la ligne de Braine-le-Comte à Namur (actuelles lignes 117, 124 et 130). À partir du 2 août de la même année, les trains commencent à circuler régulièrement.
Namur est alors relié à Bruxelles via Charleroi (ligne 130), Luttre et Braine-le-Comte. En effet, après avoir posé les voies ferrées de la « Croix de Malines », entre 1835 et 1840, un second ensemble de voies est posé au départ de la gare de Bruxelles-Midi.
Dès 1850, la gare n'est plus une tête de ligne : un prolongement vers Liège (Val Benoit) est alors inauguré (ligne 125). Il faut noter que les deux lignes sont exploitées par deux compagnies différentes : l'État vers Charleroi et le « Nord-Belge » vers Liège.
En 1856, une troisième compagnie atteint Namur : La Grande compagnie du Luxembourg avec une liaison plus directe vers Bruxelles (ligne 161). Deux ans plus tard, la même compagnie inaugure sa ligne vers Arlon (ligne 162). La gare comportera alors deux dépôts : celui du nord et celui du « Grand Luxembourg ».
En 1862, la Compagnie du Nord-Belge ouvre la ligne vers Dinant (ligne 154). La construction du  bâtiment de la nouvelle gare - qui est toujours là - bat son plein. Elle sera inaugurée en 1864. Une sixième ligne sera établie par les chemins de fer de l'État en 1869, en direction de Ramillies et Tirlemont (ligne 142).
Cette ligne est aujourd'hui la seule à avoir été déferrée : l'essentiel entre 1972 et 1975, le tronçon Éghezée - Saint-Servais en 1983 et les derniers kilomètres en 1989 afin de transformer la ligne en RAVeL (voie verte).
Entre 1987 et le 3 avril 2016, Namur était reliée par deux EuroCity à la ville suisse de Bâle.
Le 14 décembre 1997 est mise en service la liaison Thalys reliant Namur à la gare de Paris-Nord, supprimée pour des raisons budgétaires en 2015. Il y avait deux rotations quotidiennes jusqu'en mai 2000, où il n'y a eu plus qu'une seule par la suite.
À la fin des années 1990, le bâtiment voyageurs a été restauré et agrandi par une dalle recouvrant les voies.
Avec la mise en service du tunnel Josaphat à Bruxelles le 3 avril 2016, Namur obtient une liaison directe avec l'aéroport de Bruxelles-National.

## Bâtiment
La gare actuelle est construite sur les plans de l'architecte M. Lambeau. Celui-ci a aussi réalisé l'ancienne gare de Liège-Guillemins et celle de Charleroi-Central. Sa façade est ornée des blasons de différentes villes de Belgique, essentiellement des villes ayant une gare importante ou en relation avec celle de Namur. Colorés à l'origine, ces blasons n'ont plus retrouvé leurs couleurs depuis le dernier ravalement des façades. Les deux pavillons aux extrémités des ailes sont des ajouts de 1883. Jadis le public avait accès à la première voie par la salle des pas-perdus en rez-de-chaussée à laquelle étaient joints les buffets de 1re et 2e classe. L'accès aux 6 autres voies se faisait par deux passages souterrains.
Le bâtiment était flanqué d'une marquise jusqu'à la seconde guerre mondiale.
Fin des années 1990, la SNCB entreprend une rénovation en profondeur de la gare. De transformations en transformations, l'ancestrale passerelle jouxtant le bâtiment et qui permettait aux piétons d'accéder au Boulevard du Nord a été remplacée par la prolongation du souterrain donnant accès aux voies. Les guichets et la salle d'attente ont été déplacés au-dessus des voies. Cet ensemble forme ainsi un second lien entre la Place de la Station, le Boulevard du Nord et les bureaux du Service public de Wallonie. Le public accède actuellement aux voies 3 à 11, recouvertes d'une dalle de béton, par un ascenseur, des escalators ou des escaliers. Bien que des quais y subsistent, les voies 1 et 2, placées dans un caisson isolé phoniquement, sont maintenant réservées au trafic de marchandises depuis la mise en service d'un passage souterrain (pont tube) évitant le croisement des convois sur les lignes Bruxelles - Luxembourg et Charleroi - Liège, source de difficultés vu la densité du trafic.
Le nœud ferroviaire de Namur comporte également deux autres sites :
- un des deux ateliers centraux SNCB, chargés des entretiens lourds du matériel, à Salzinnes.
- un vaste site en reconversion à Ronet. Comptant initialement une gare de triage et deux ateliers de réparation courante, l'un de ceux-ci ferma en 1993 alors que l'autre fut converti en dépôt de base pour l'entretien du réseau par Infrabel. La gare de triage quant à elle ferme en 2011[16].

## Service des voyageurs

### Accueil
La gare dispose de salles d'attente, de plusieurs petits commerces et points de restauration. Depuis mai 2013, la gare accueille le tout premier café Starbucks de Wallonie. Depuis juin 2019, la gare dispose d'un espace d'accueil où les voyageurs sont orientés par des collaborateurs vers les différents supports de vente réunis en un même espace comportant des automates et des guichets décloisonnés.

Centre d'accueil des voyageurs.
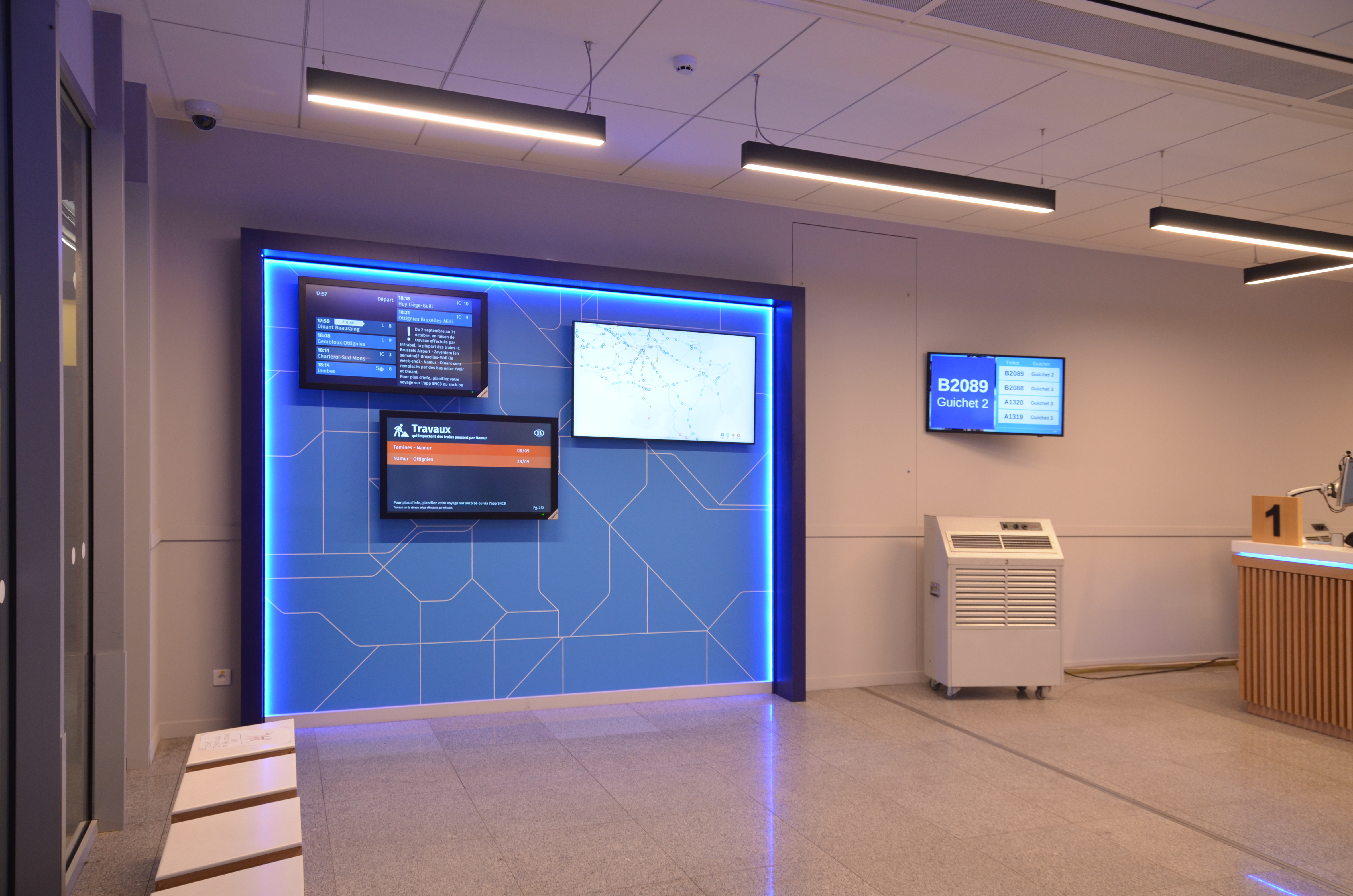
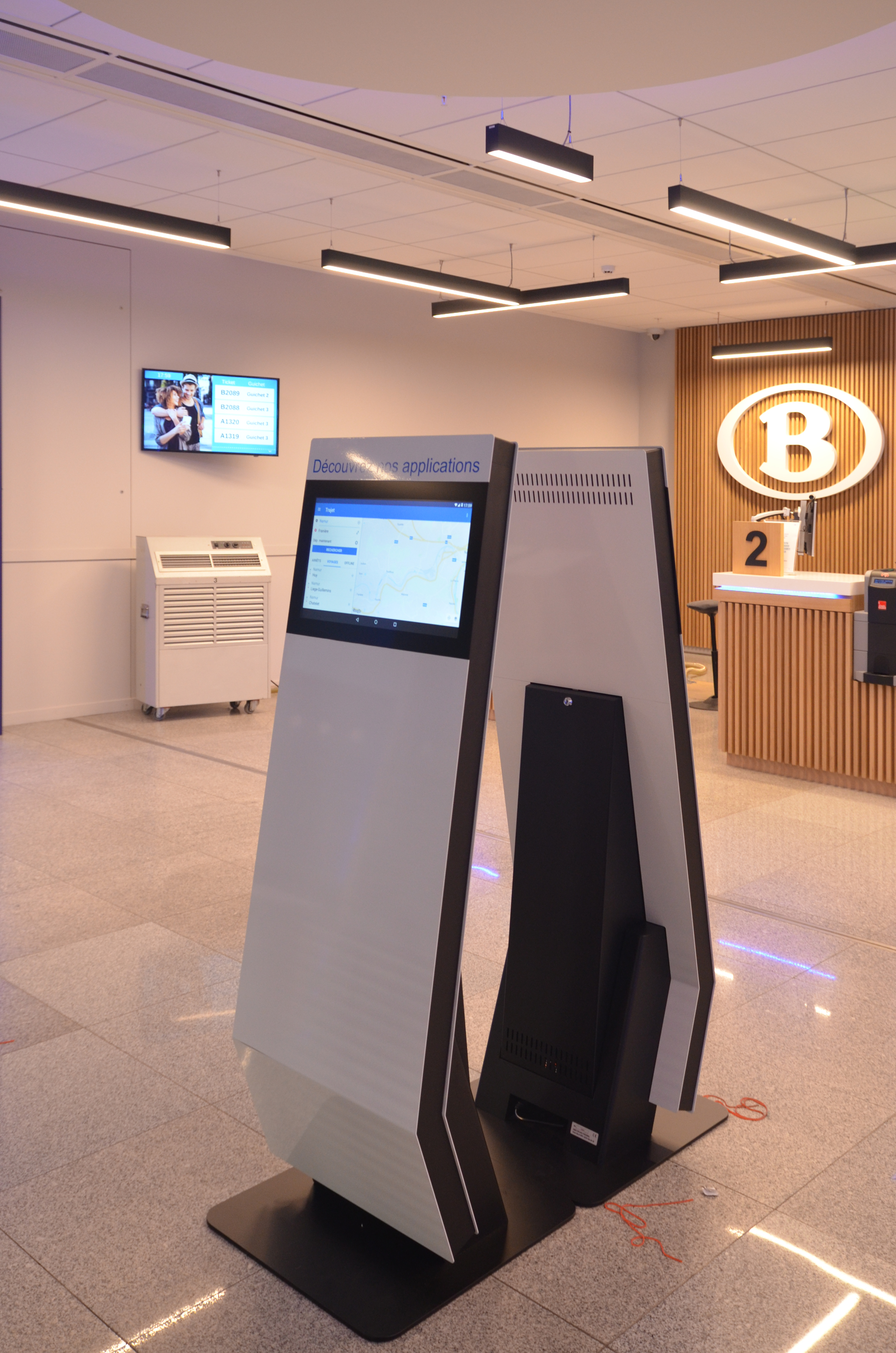
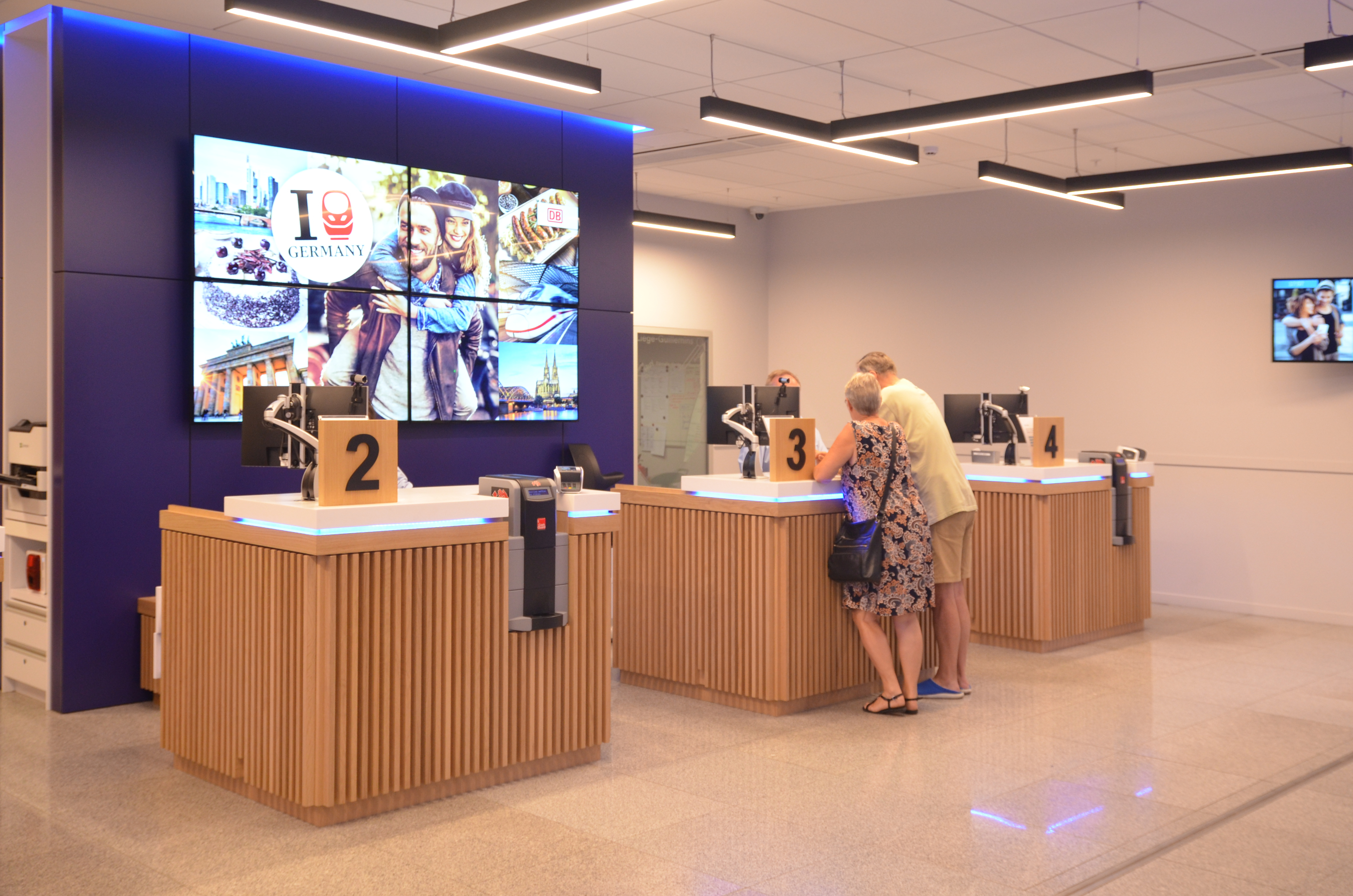
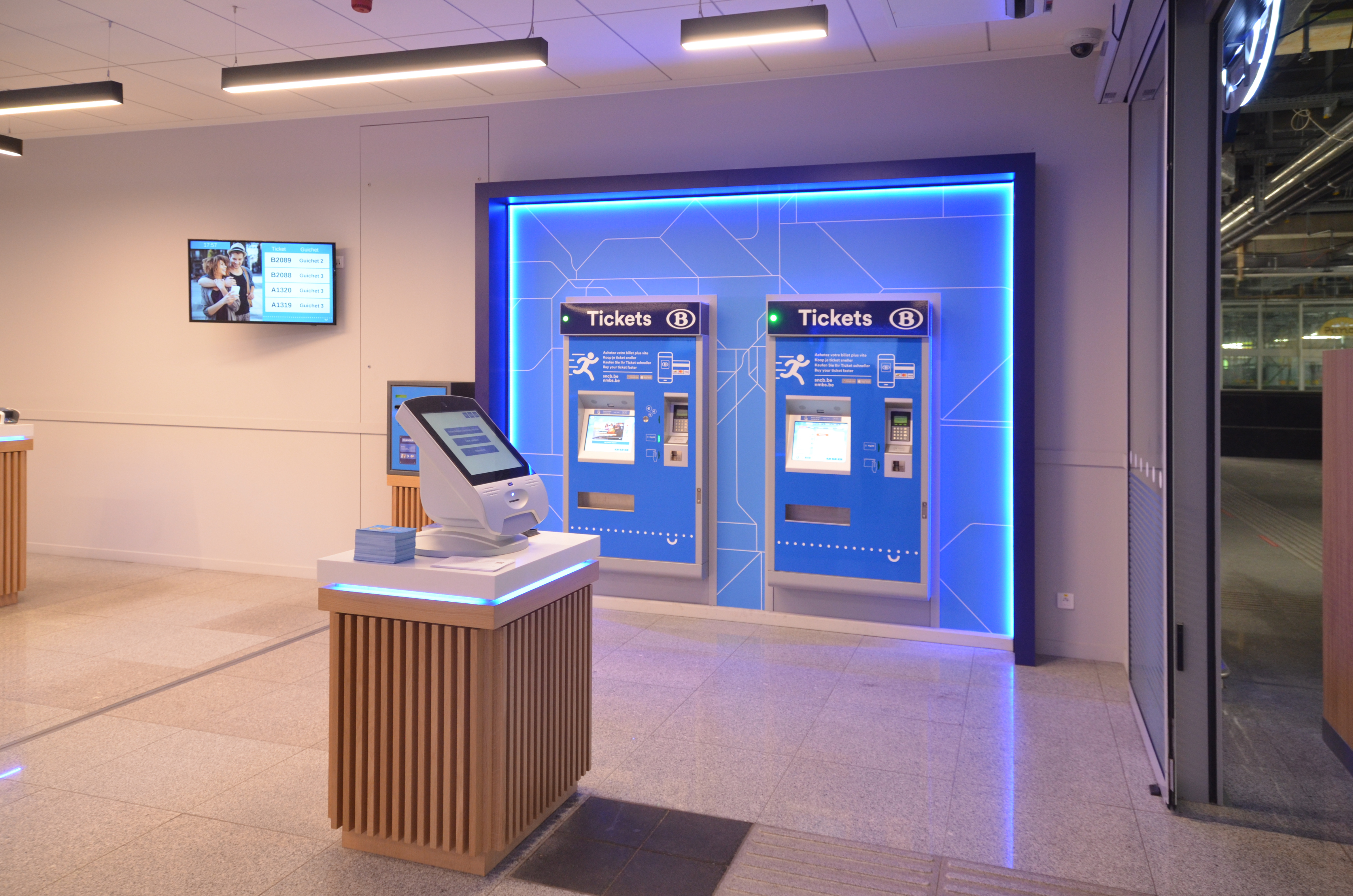

### Desserte
La gare de Namur est desservie par des trains de l'opérateur SNCB : InterCity (IC), Omnibus (L), Suburbains (S) et d'Heure de pointe (P). L'offre de service évolue régulièrement, le cœur de desserte depuis la refonte ayant introduit le cadencement généralisé en 1984 (plan IC-IR) est la suivante :
- Sur l'axe international nord - sud "Ligne du Luxembourg" (ligne 161 vers Bruxelles et ligne 162 vers Arlon et Luxembourg)
  - Une relation intercity à cadence horaire reliant Bruxelles à Luxembourg
  - En effet, depuis 1990, une seconde relation intercity à cadence horaire entre Bruxelles et Namur. Circulant initialement la semaine uniquement et prolongée comme omnibus vers Dinant, elle est ensuite scindée avec une branche Dinant (semaine et weekend) et une branche Liège (semaine uniquement). Cette scission prend fin en 2016. Seule la branche "Liège" subsiste en semaine.
  - Depuis 2016, une troisième relation intercity à cadence horaire entre Bruxelles et Namur, reprenant ensuite la branche "Dinant" de la relation précédente, et desservant le quartier européen de Bruxelles et l'aéroport (plutôt que le centre-ville) vient renforcer l'offre. Le weekend, Dinant reste relié à Bruxelles par la seconde relation intercity
  - Une relation omnibus à cadence horaire  vers le nord (Gembloux puis Ottignies après y avoir marqué un long arrêt de correspondance avec un train Intercity)
  - Une relation omnibus à cadence horaire (bihoraire le weekend) vers le sud (Ciney voire Rochefort-Jemelle)

- Sur l'axe international est - ouest "dorsale wallonne" (ligne 125 vers Liège et ligne 130 vers Charleroi, Tournai et Lille ou Mouscron)
  - Une relation intercity à cadence horaire reliant l'agglomération liégeoise : Liège Guillemins, (éventuellement amorcée à Liège Saint-Lambert (ex Liège-Palais), Herstal ou Liers) à l'est et Lille à l'ouest (initialement Mouscron, éventuellement limitée à Tournai lorsque la ligne transfrontalière est en maintenance). En 2014, la relation est scindée en deux : Liège-Saint-Lambert - Mons d'une part et Namur - Lille de l'autre, ce qui donne un tronçon Namur - Mons desservi deux fois par heure.
  - Une relation intercity semi-directe (anciennement Inter-Regio)  à cadence horaire reliant Liège/Liers à Charleroi. Cette relation sera scindée dès 1988. La branche ouest (Namur - Charleroi) étant initiée à Jambes. Elle se prolongera au fil du temps vers Mons ou Tournai, puis vers Bruxelles voir Roosendael aux Pays-Bas. En 2014, cette branche est intégrée dans la seconde relation issue du dédoublement de la relation intercity ci-dessus.
  - Une relation intercity, créée en 2018, comptant deux trains aller-retour par jour entre Namur et Maubeuge avec un seul arrêt intermédiaire, à Charleroi-Central. Cette relation prend fin le 11 décembre 2022 au profit d'une desserte locale.
  - Une relation omnibus à cadence horaire vers l'est (Liège Guillemins, éventuellement prolongée vers une autre gare de l'agglomération liégeoise).
  - Une relation omnibus à cadence horaire vers l'ouest (Charleroi, et vers Ottignies via la ligne 140). En 2017, L'apparition des relations suburbaines autour de Charleroi doublent l'offre avec la création d'un omnibus Charleroi-Namur à cadence horaire en plus de l'omnibus Jambes - Namur - Charleroi  - Ottignies.
- Sur la ligne de la Haute Meuse (ligne 154 Namur - Dinant) : 
  - avant l'électrification en 1990, des trains omnibus en traction diesel assurent la desserte (prolongée vers Givet jusqu'en 1984) ;
  - dès 1990, un intercity Gand - Bruxelles - Namur - Dinant est assuré par des automotrices "break" ;
  - en 2014, l'omnibus Libramont - Bertrix - Dinant est prolongé jusqu'à Namur (cadence bihoraire) en semaine ;
  - en 2017, il passe en cadence horaire, assurant de ce fait une desserte à la demi-heure entre les deux villes mosanes.

Pour plus de précisions sur la desserte actuelle, on se référera au site internet de l'opérateur SNCB.

### Intermodalité
De nombreuses correspondances sont possibles avec les bus du TEC Namur-Luxembourg[Lesquels ?]. La Place de la Station accueille les lignes urbaines tandis que les lignes périurbaines et express partent des rues avoisinantes. Une gare routière est installée au dessus de la dalle de la gare SNCB depuis 2023.
La gare dispose d’une station Li Bia Vélo, un service de location de bicyclettes.

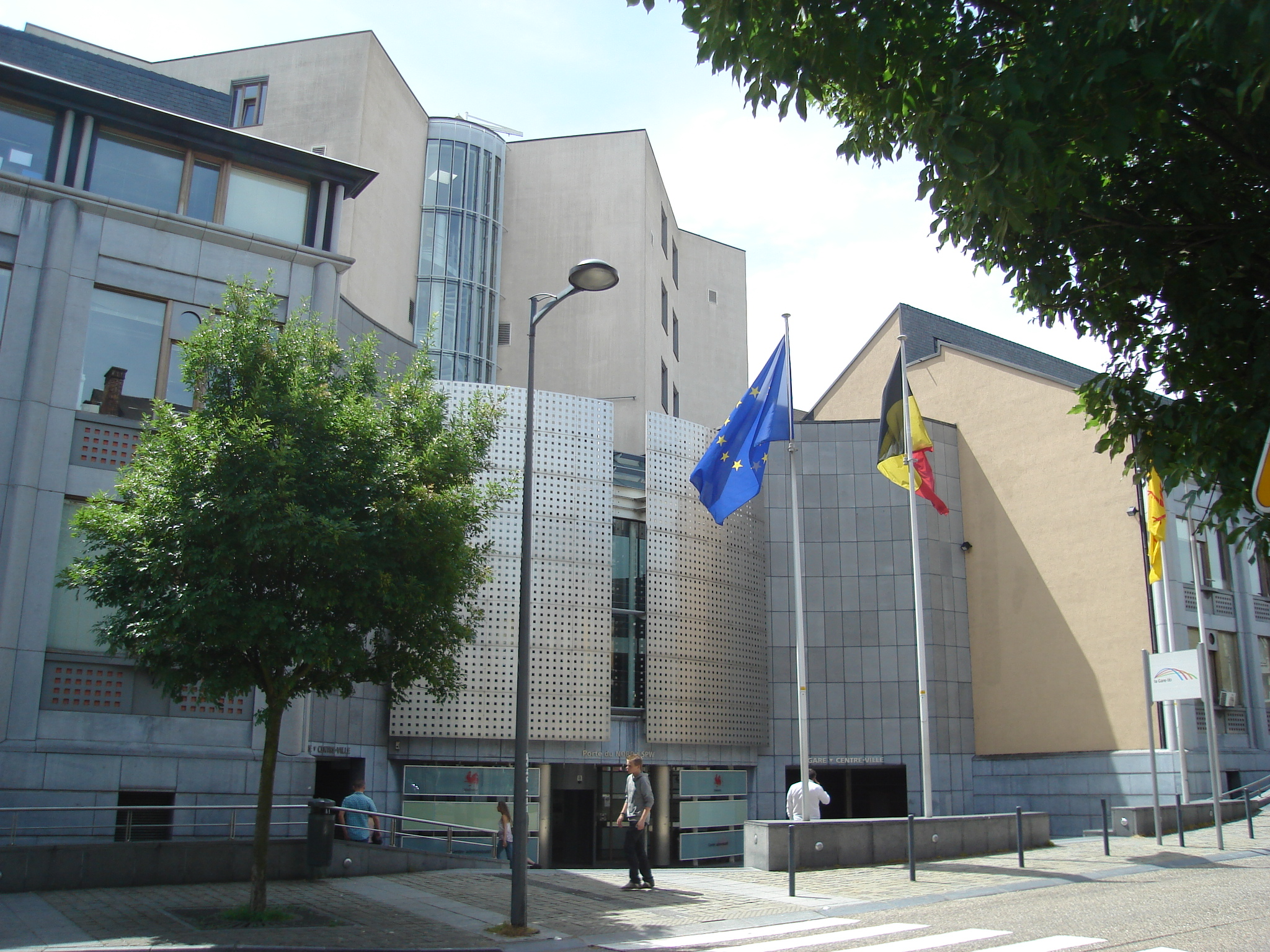
Entrée de la gare, côté Boulevard du Nord
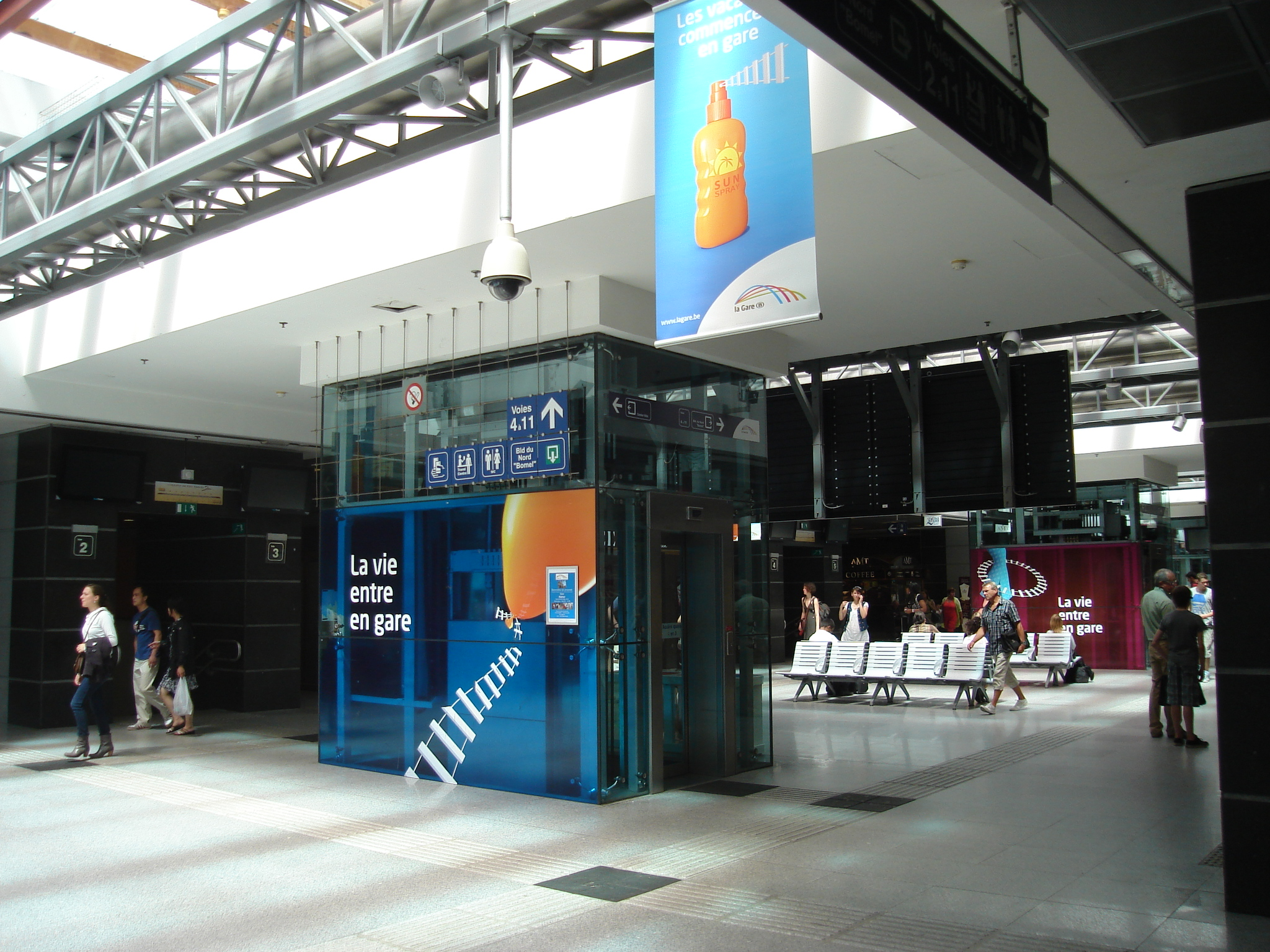
Hall d'attente
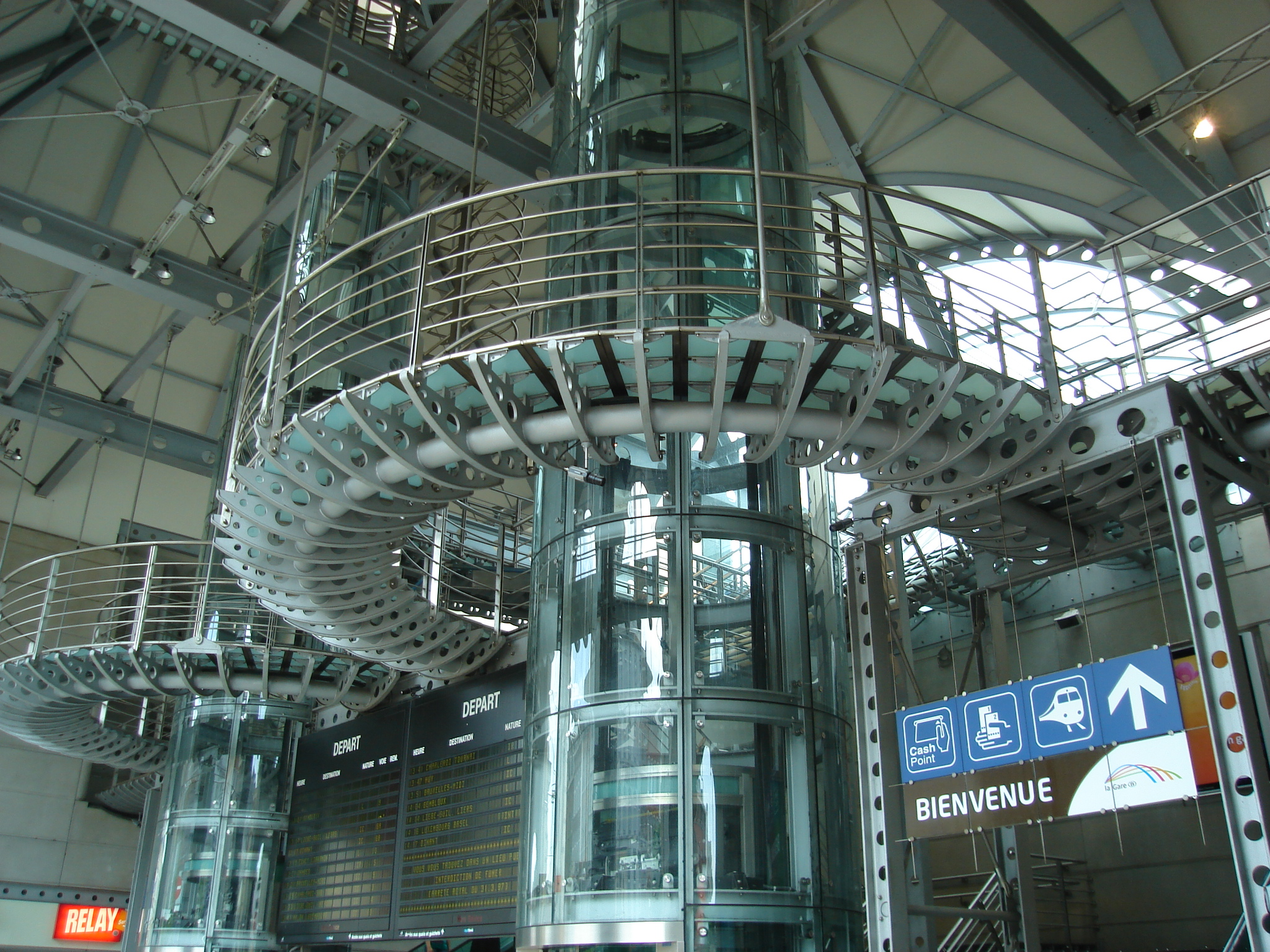
Hall d'entrée
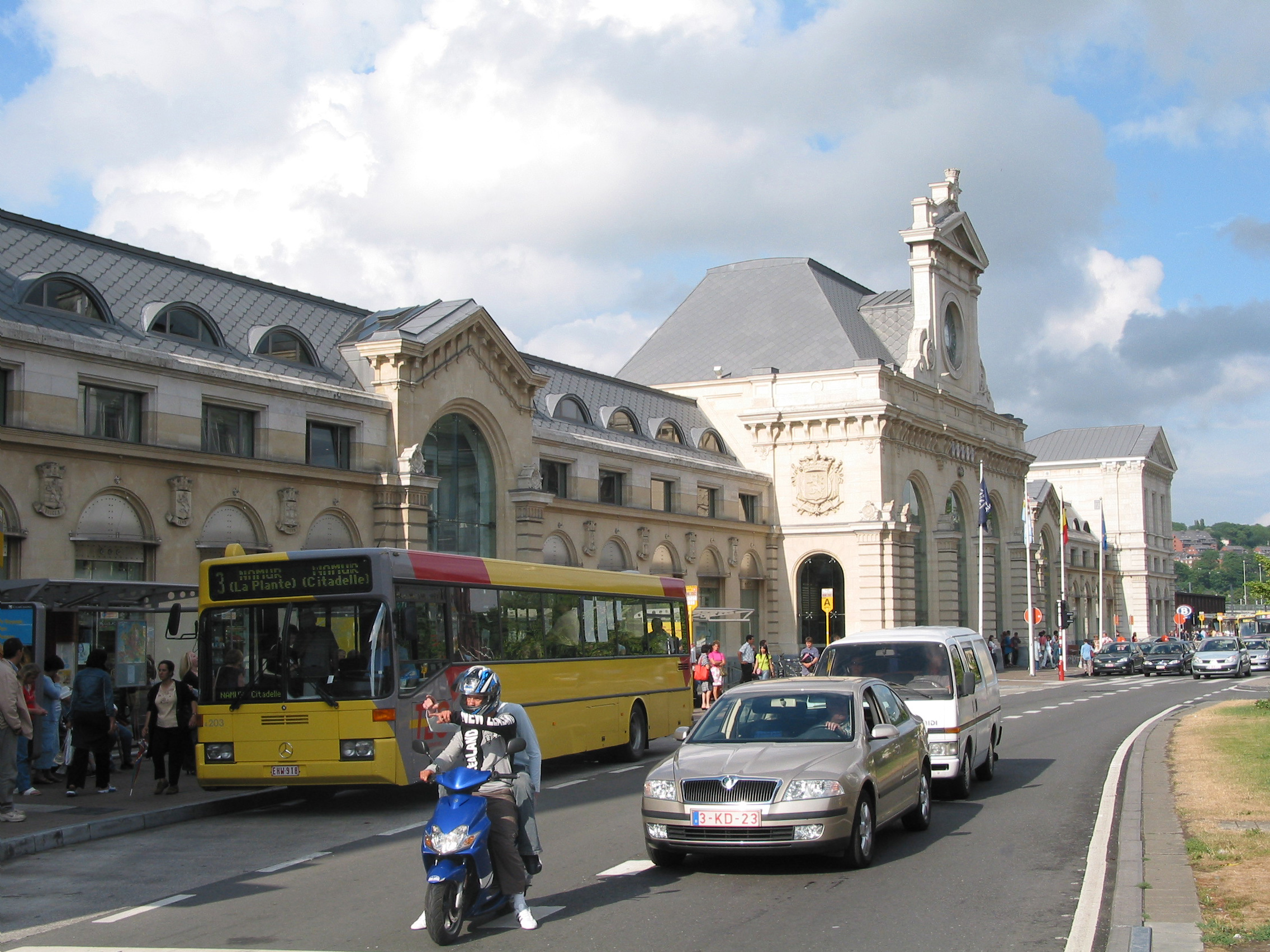
Place de la Station - Aile ouest
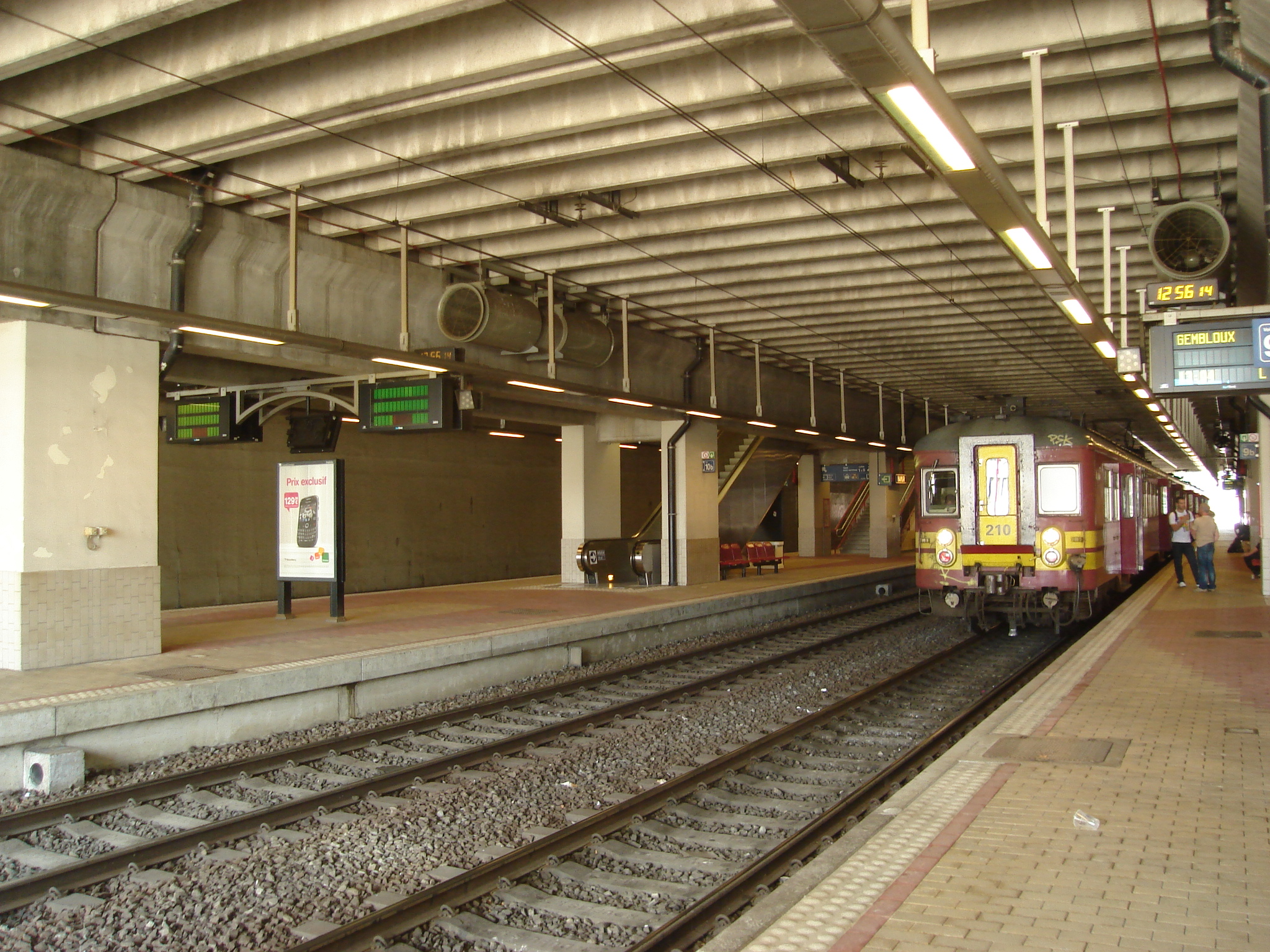
Voies 9 et 10 et train L pour Gembloux.
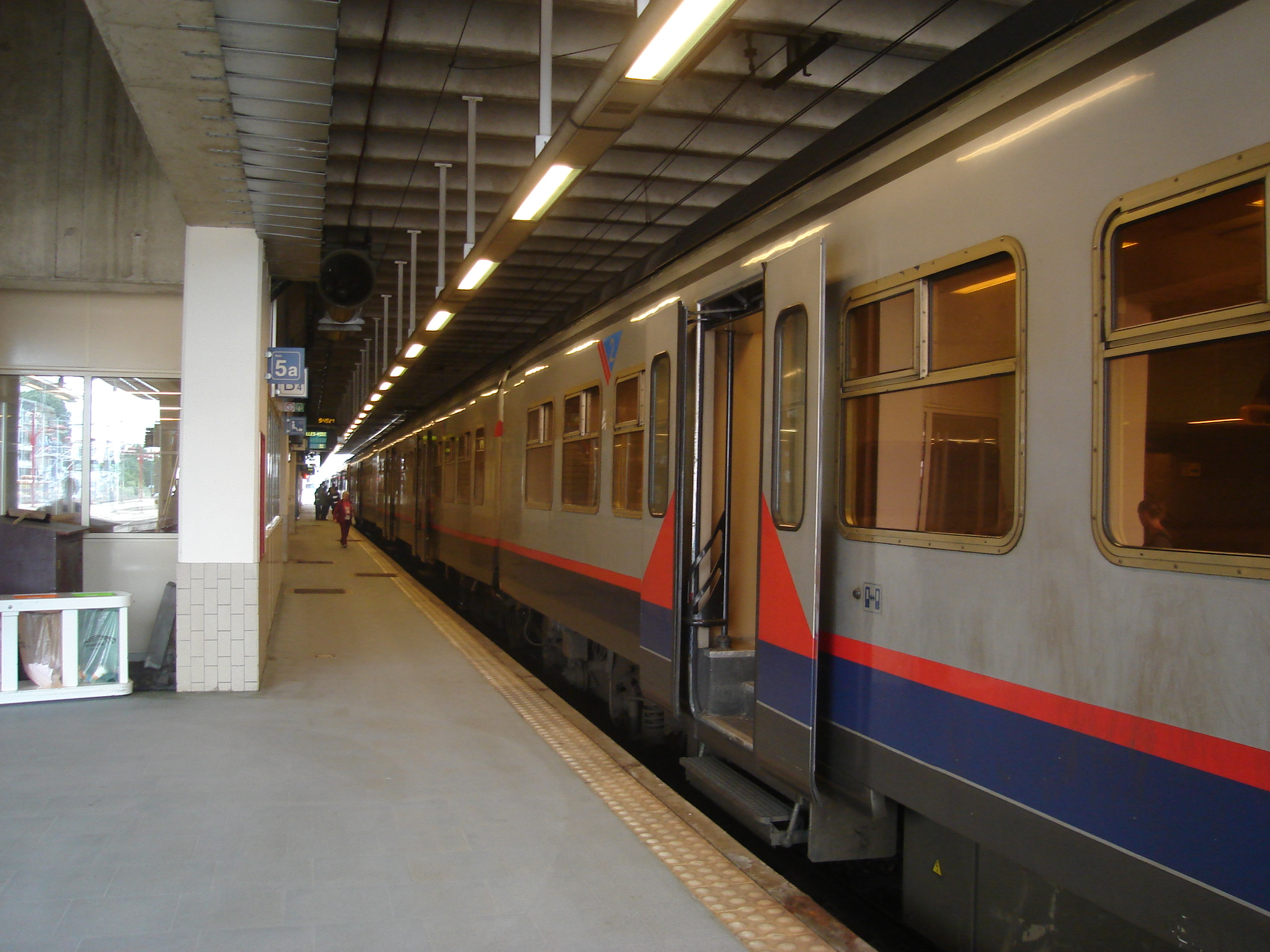
Voie 5 et train IC pour Bruxelles-Midi.
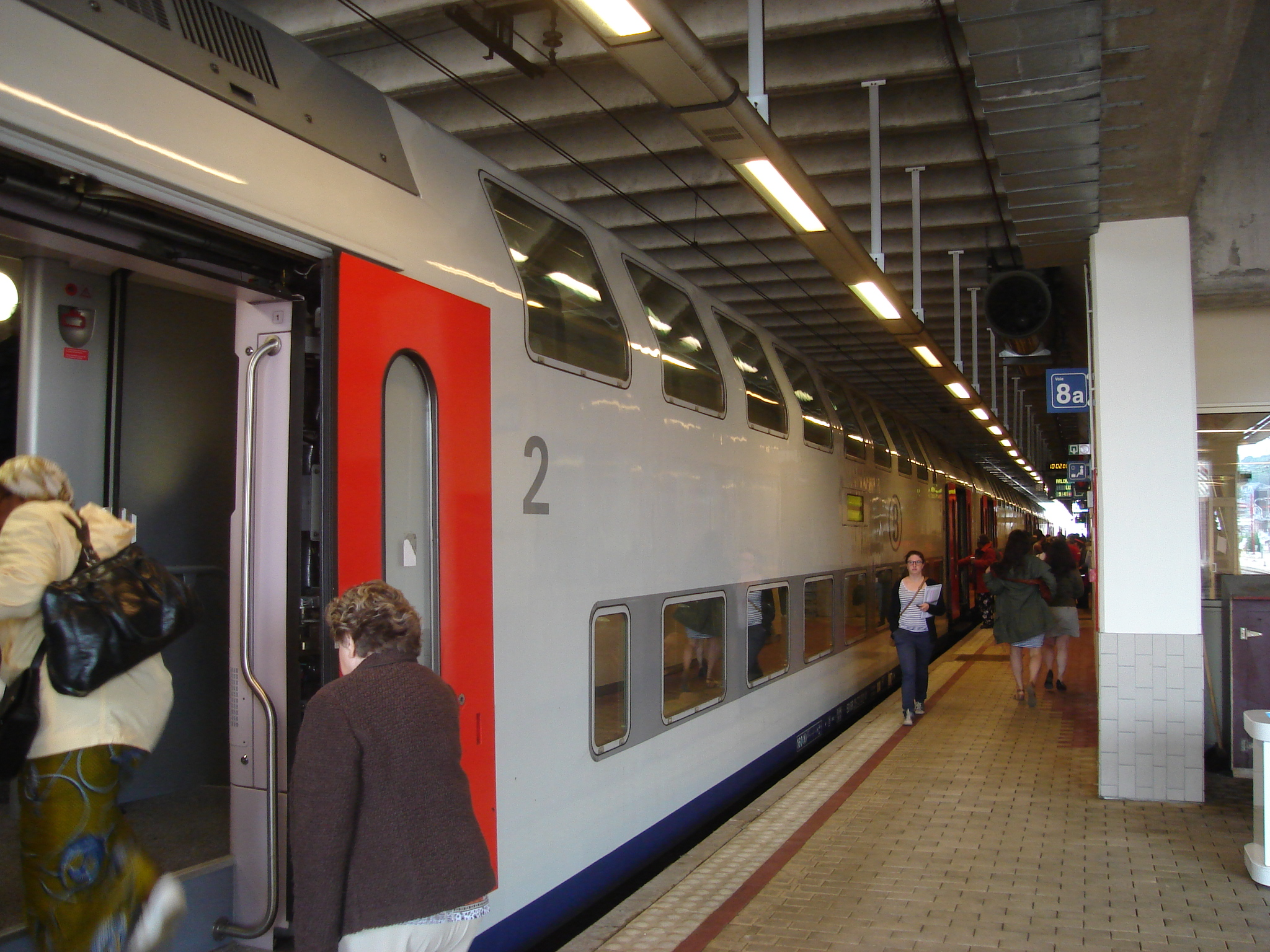
Voie 8 et train IC pour Luxembourg.

## Comptage voyageurs
Ce graphique et tableau montre le nombre de voyageurs embarquant en moyenne durant la semaine, le samedi et le dimanche.
| Nombre de passagers qui embarquent à la gare de Namur | Nombre de passagers qui embarquent à la gare de Namur | Nombre de passagers qui embarquent à la gare de Namur | Nombre de passagers qui embarquent à la gare de Namur |
|                                                       | Semaine                                               | Samedi                                                | Dimanche                                              |
| ----------------------------------------------------- | ----------------------------------------------------- | ----------------------------------------------------- | ----------------------------------------------------- |
| 1977                                                  | 16 277                                                | 6 060                                                 | 5 246                                                 |
| 1978                                                  | 16 301                                                | 6 911                                                 | 5 300                                                 |
| 1979                                                  | 15 787                                                | 5 930                                                 | 5 508                                                 |
| 1980                                                  | 17 729                                                | 5 229                                                 | 5 710                                                 |
| 1981                                                  | 16 905                                                | 5 509                                                 | 6 006                                                 |
| 1982                                                  | 16 235                                                | 5 900                                                 | 6 251                                                 |
| 1983                                                  | 17 665                                                | 5 091                                                 | 5 977                                                 |
| 1984                                                  | 16 013                                                | 5 330                                                 | 5 938                                                 |
| 1985                                                  | 17 877                                                | 5 861                                                 | 6 257                                                 |
| 1986                                                  | 19 472                                                | 4 936                                                 | 5 517                                                 |
| 1987                                                  | 16 993                                                | 4 912                                                 | 5 719                                                 |
| 1988                                                  | 15 660                                                | 5 121                                                 | 6 504                                                 |
| 1989                                                  | 18 344                                                | 5 854                                                 | 6 880                                                 |
| 1990                                                  | 16 277                                                | 5 723                                                 | 5 607                                                 |
| 1991                                                  | 16 515                                                | 6 110                                                 | 6 178                                                 |
| 1992                                                  | 18 306                                                | 5 780                                                 | 6 947                                                 |
| 1993                                                  | 17 088                                                | 6 318                                                 | 6 544                                                 |
| 1994                                                  | 20 213                                                | 6 132                                                 | 5 683                                                 |
| 1995                                                  | 18 390                                                | 6 163                                                 | 6 196                                                 |
| 1996                                                  | 18 874                                                | 6 951                                                 | 6 318                                                 |
| 1997                                                  | 19 603                                                | 6 433                                                 | 6 214                                                 |
| 1998                                                  | 18 140                                                | 5 770                                                 | 5 226                                                 |
| 1999                                                  | 20 234                                                | 5 952                                                 | 5 977                                                 |
| 2000                                                  | 18 212                                                | 6 286                                                 | 5 833                                                 |
| 2001                                                  | 17 726                                                | 5 550                                                 | 5 872                                                 |
| 2002                                                  | 16 647                                                | 5 916                                                 | 5 560                                                 |
| 2003                                                  | 14 903                                                | 6 070                                                 | 5 550                                                 |
| 2004                                                  | 16 264                                                | 6 234                                                 | 5 282                                                 |
| 2005                                                  | 15 469                                                | 8 084                                                 | 7 410                                                 |
| 2006                                                  | 17 718                                                | 7 210                                                 | 5 965                                                 |
| 2007                                                  | 17 632                                                | 6 278                                                 | 5 936                                                 |
| 2008                                                  | -                                                     | -                                                     | -                                                     |
| 2009                                                  | 17 773                                                | 6 618                                                 | 6 634                                                 |
| 2010                                                  | -                                                     | -                                                     | -                                                     |
| 2011                                                  | -                                                     | -                                                     | -                                                     |
| 2012                                                  | 18 649                                                | 8 161                                                 | 8 419                                                 |
| 2013                                                  | 18 833                                                | 7 738                                                 | 7 332                                                 |
| 2014                                                  | 18 704                                                | 7 823                                                 | 7 311                                                 |
| 2015                                                  | 18 647                                                | 7 964                                                 | 7 605                                                 |
| 2016                                                  | 18 659                                                | 7 286                                                 | 7 894                                                 |
| 2017                                                  | 20 156                                                | 7 146                                                 | 7 440                                                 |
| 2018                                                  | 21 793                                                | 9 540                                                 | 7 689                                                 |
| 2019                                                  | 21 768                                                | 8 718                                                 | 7 657                                                 |
| 2020                                                  | 14 126                                                | 6 157                                                 | 4 474                                                 |
| 2021                                                  | -                                                     | -                                                     | -                                                     |
| 2022                                                  | 21 074                                                | 10 360                                                | 8 880                                                 |
| 2023                                                  | 21 590                                                | 8 822                                                 | 8 835                                                 |
| 2024                                                  | 21 973                                                | 8 194                                                 | 7 295                                                 |

## Dernier projet
Depuis la restauration de la gare dans les années 1990, la dalle de couverture est en attente d'une utilité. On a parlé d'un cinéma, galerie commerçante et même du parlement wallon, mais ce n'en serait rien, puisqu'une étude de faisabilité indique qu'il est tout à fait possible d'accueillir la gare des autobus périurbains des TEC via une rampe d'accès depuis le rond-point Léopold Ier. C'est ce troisième projet qui est donc réalisé, en concert par la ville de Namur, la SNCB et la SRWT.
Les travaux ont commencé fin 2015 et l'inauguration est prévue fin 2020.
C'est finalement le 1er mars 2023 que les premiers voyageurs ont pu profiter de cet espace. Huit ans ont été nécessaires pour accueillir les bus sur l'espace situé sur le toit de la gare.

Construction de la rampe d'accès haubanée (août 2019).
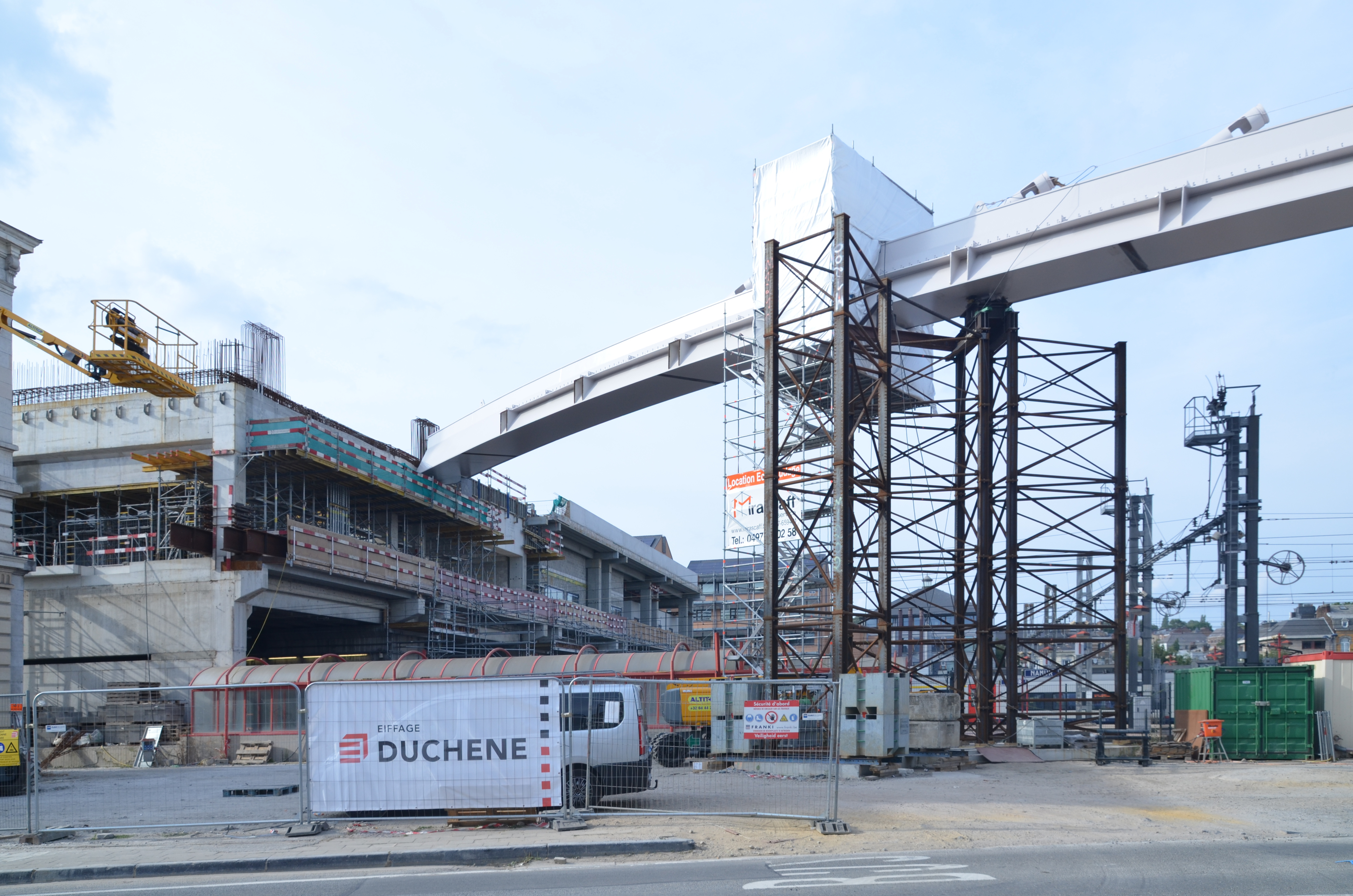
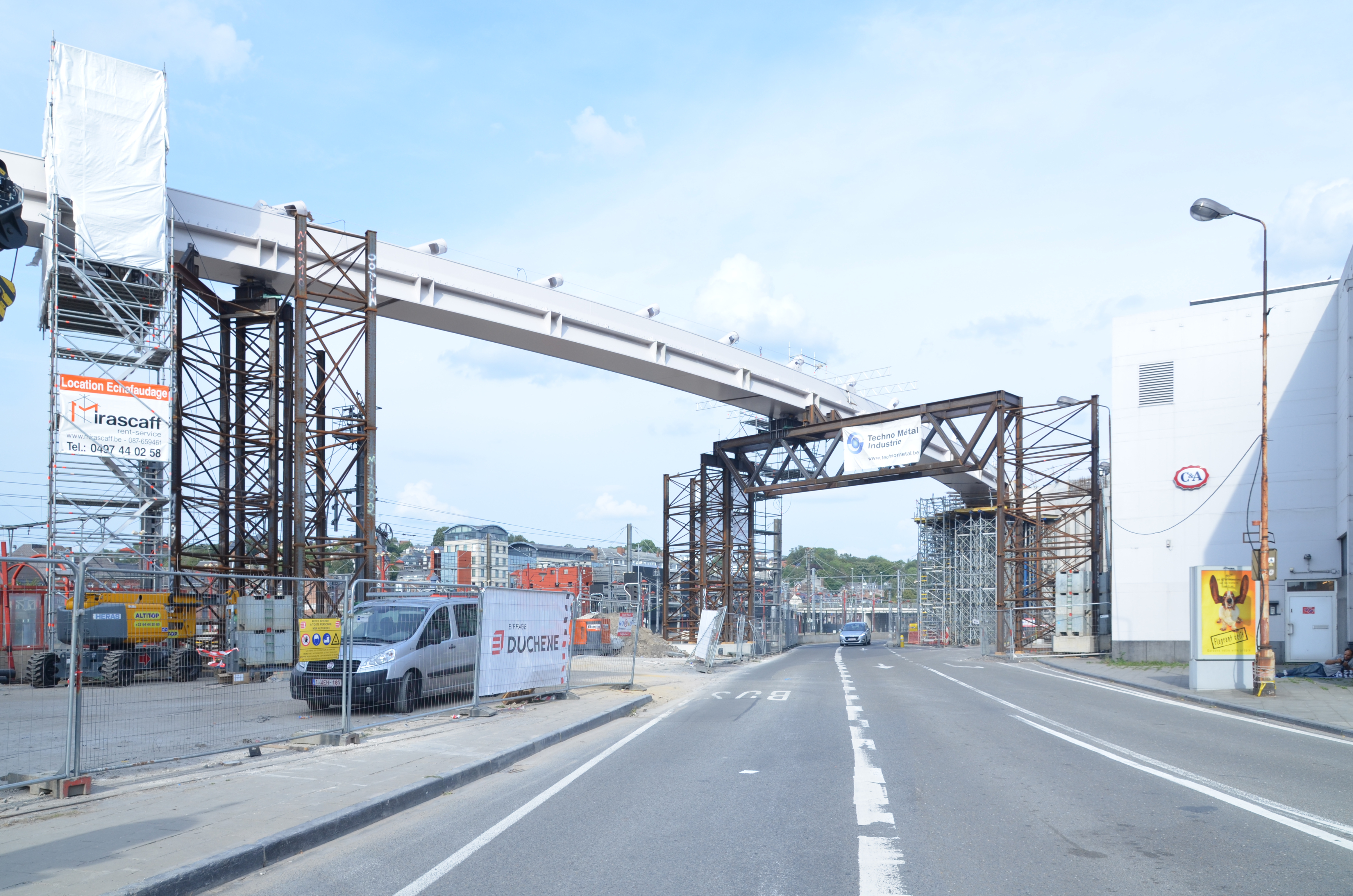
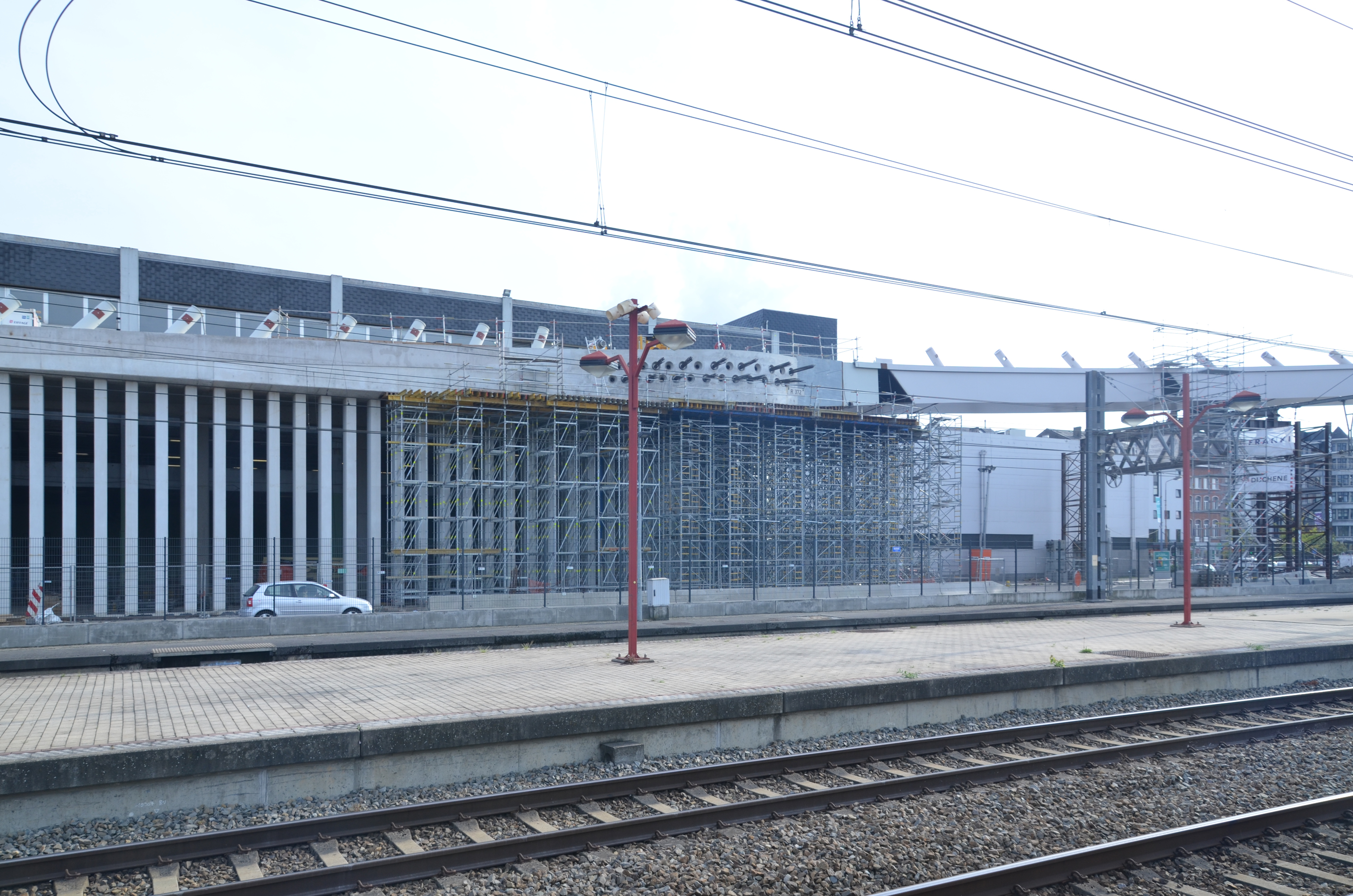
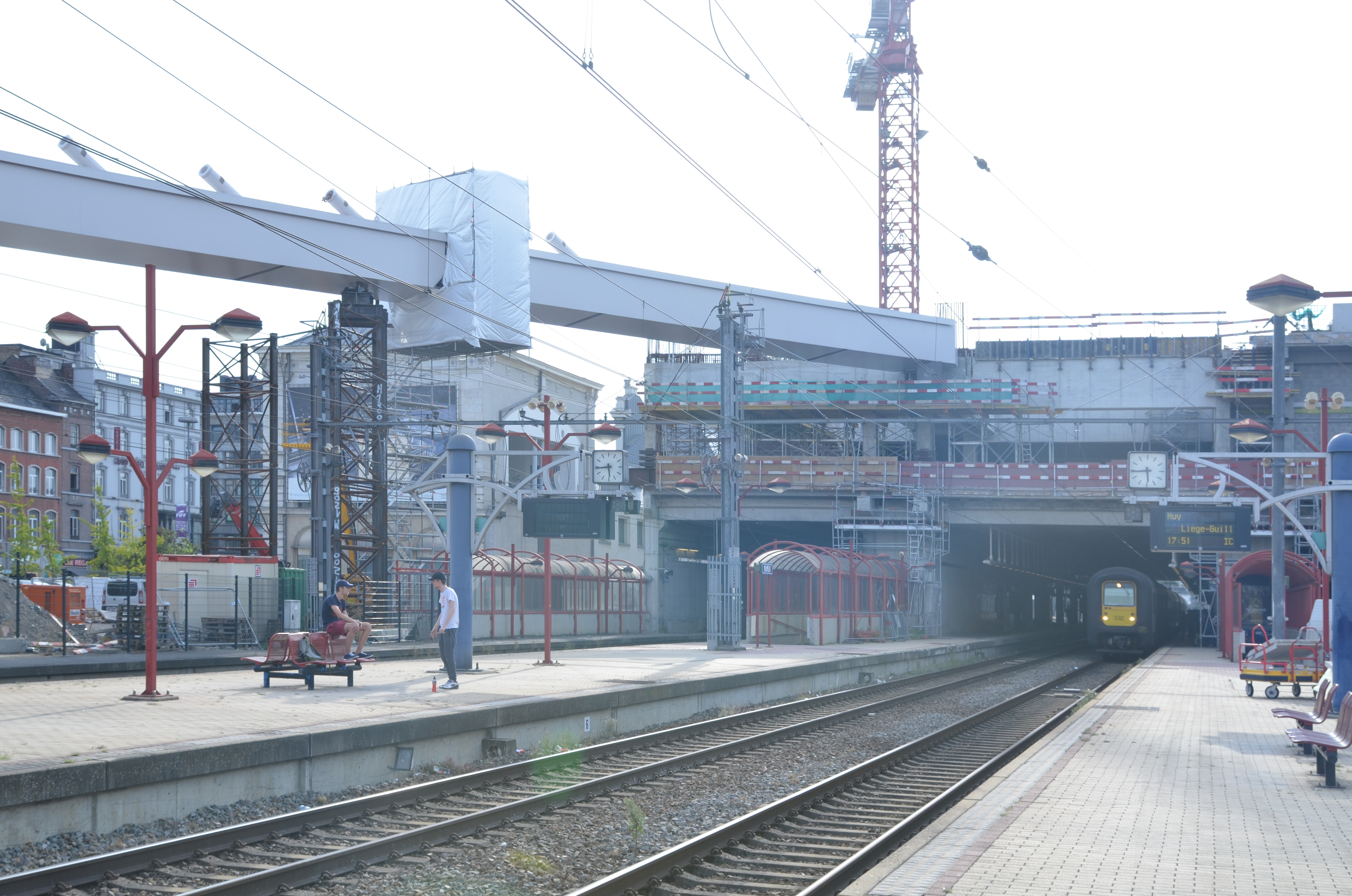

Nouvelle gare des bus de Namur (juillet 2024).
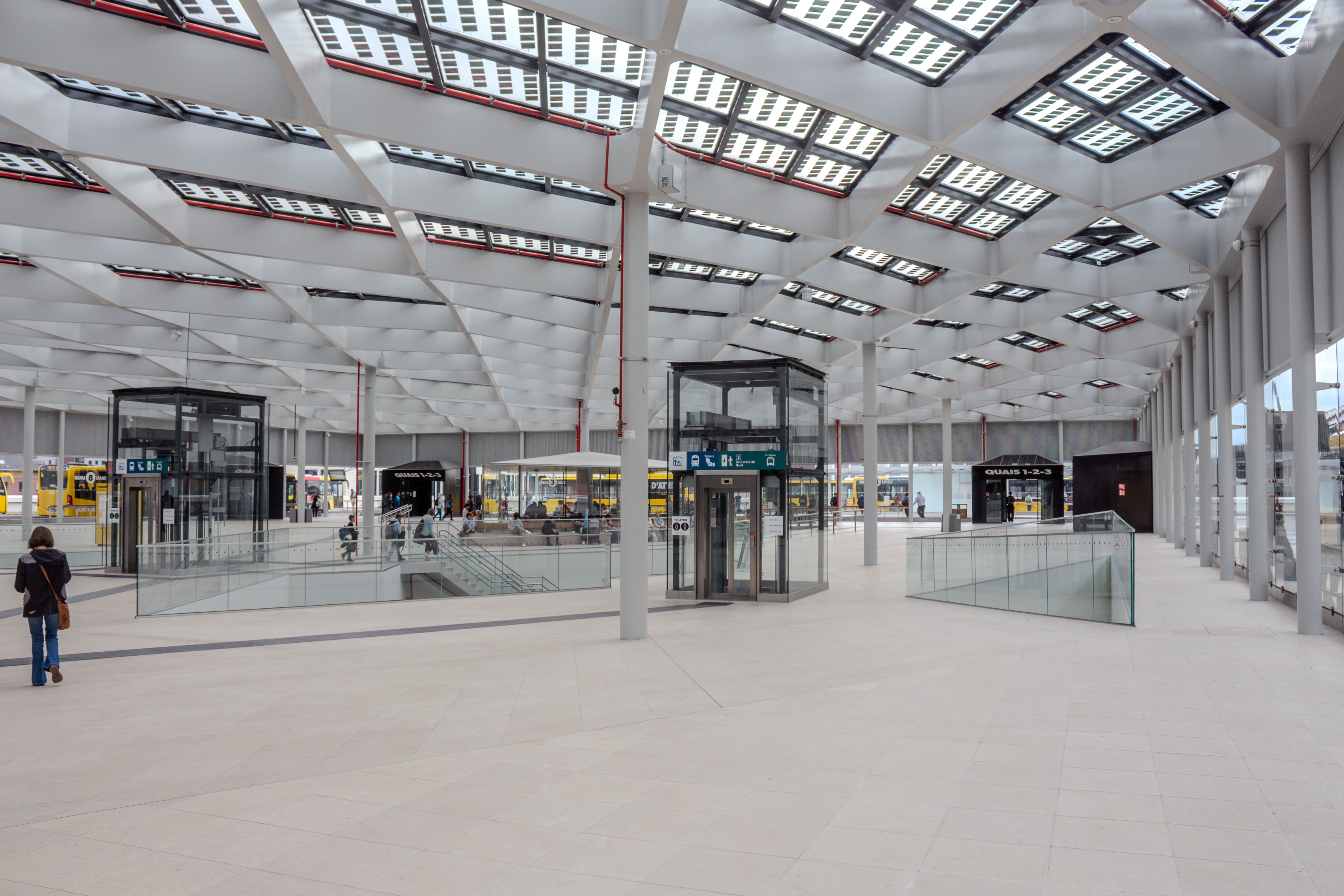
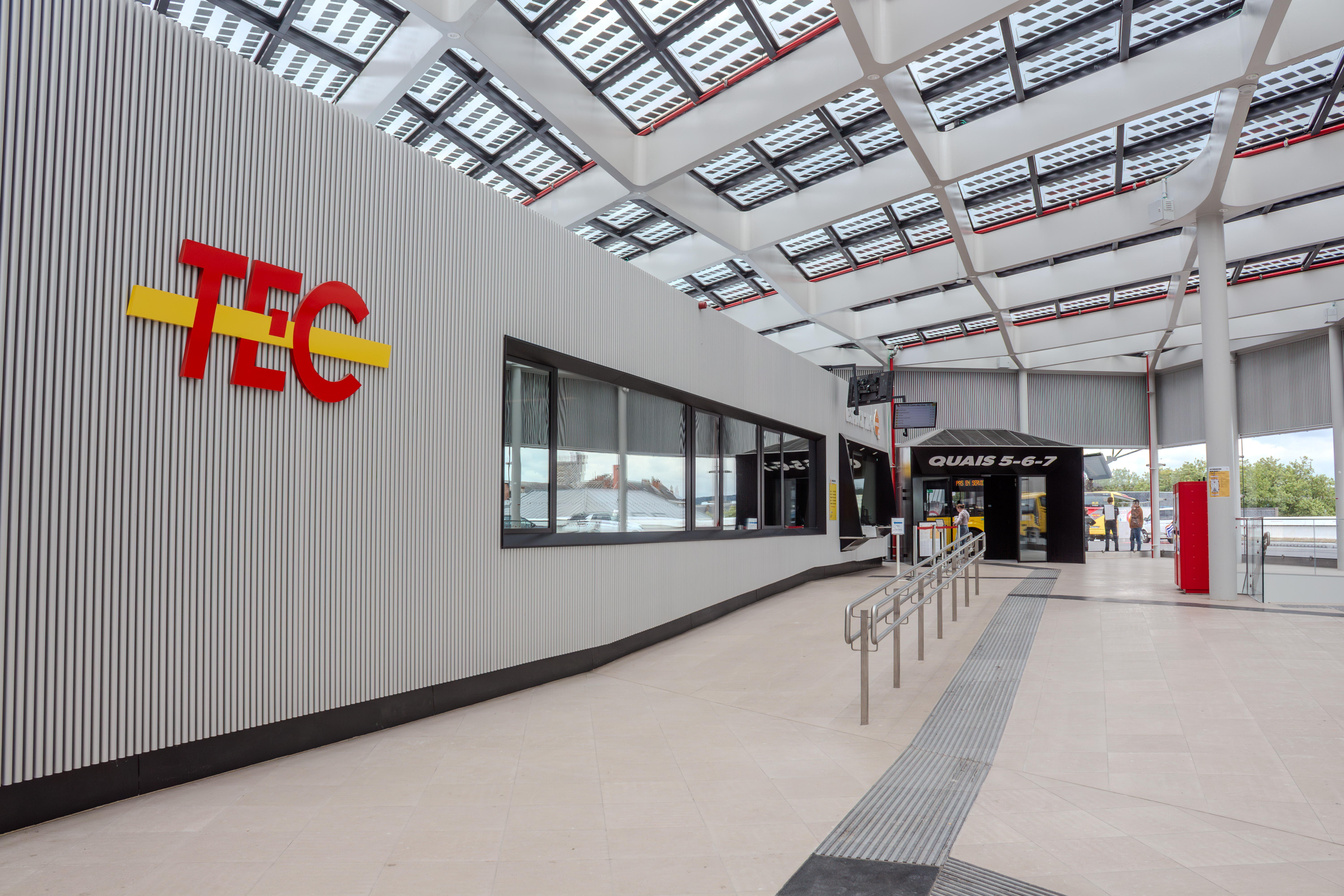
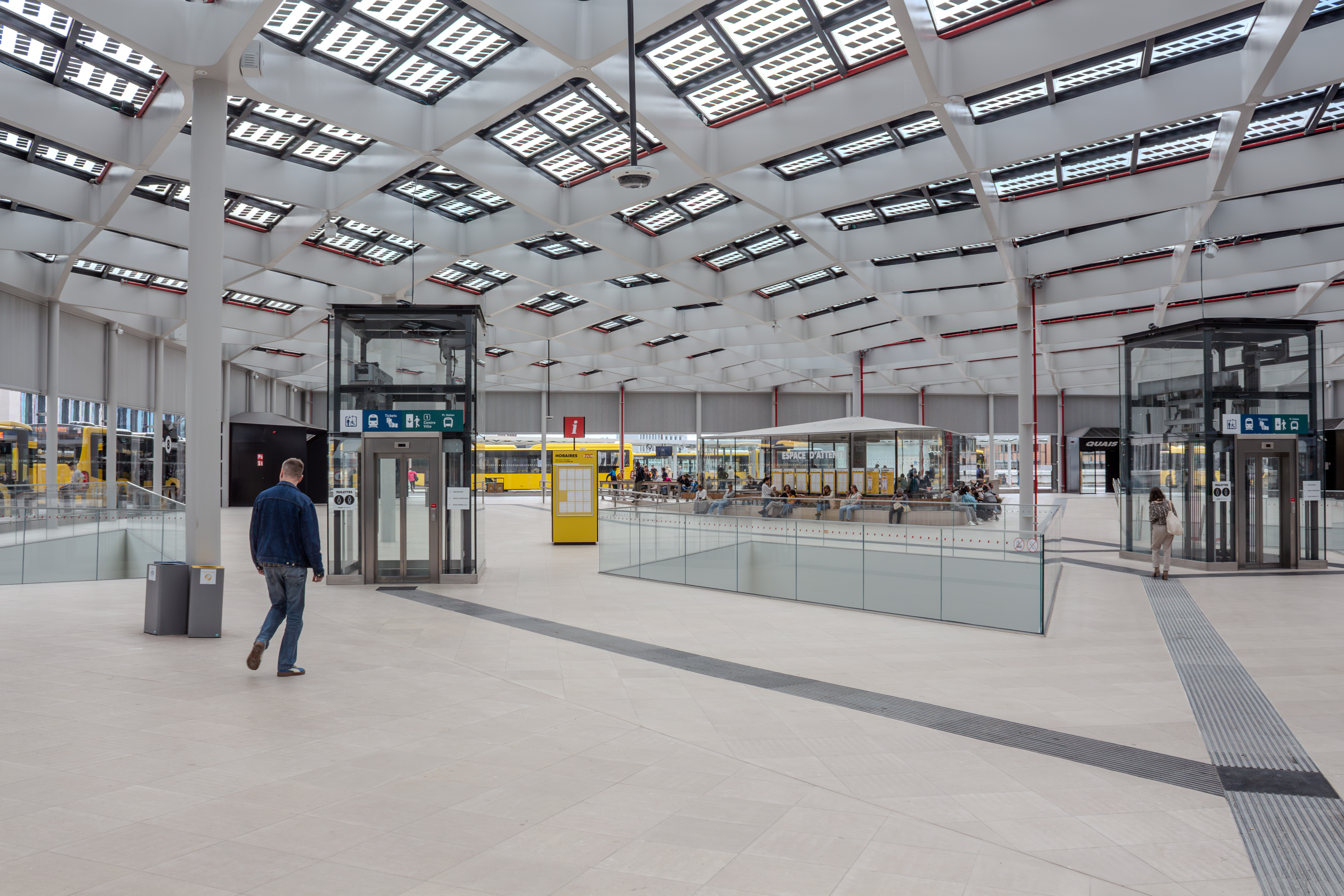
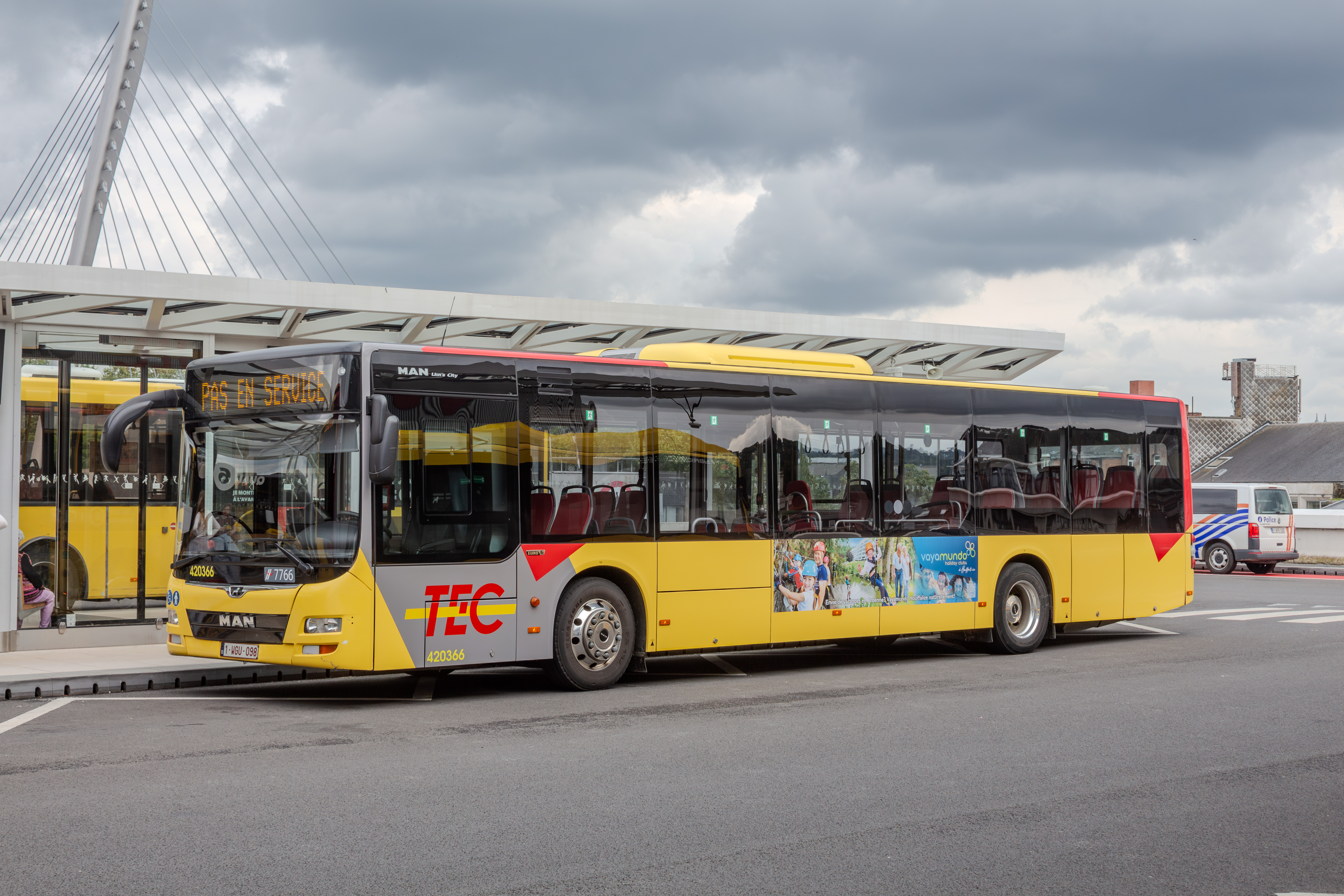